# Tetreuaresta punctipennata
Tetreuaresta punctipennata är en tvåvingeart som beskrevs av Erich Martin Hering 1942. Tetreuaresta punctipennata ingår i släktet Tetreuaresta och familjen borrflugor.
Artens utbredningsområde är Costa Rica. Inga underarter finns listade i Catalogue of Life.